# 江宗棐
江宗棐（1550年—？），字叔忠，號印石，四川省順慶府大竹縣人，明朝政治人物。

## 生平
萬曆四年（1576年）丙子科四川鄉試第四名舉人，萬曆八年（1580年）庚辰科會試二百八十三名，第三甲第七十一名進士。通政司觀政，本年授官廣東番禺縣知縣，丁憂歸。十三年复除常熟知县，改京卫武学习，二十一年升国子监学正，次年丁憂歸。三十二年起升南京户部主事，三十五年管淮安鈔关，三十六年升本部郎中，三十七年出任岳州府知府，三十八年调簡，四十一年考察。
墓在竹溪桥。

## 家族
曾祖江永吉，封監察御史；祖江萬玉，知縣；父江涵，訓導；母陳氏。具慶下，妻張氏，兄宗□；果；宋；柴；梁；朱（歲貢生）；葉。